# Barrow Island
Barrow Island är en långsmal ö i Indiska oceanen strax utanför Western Australia med en areal på 202 km². Ön är den andra största ön i Western Australia, endast Dirk Hartog Island är större. Barrow Island är ett populärt turistresmål och ligger 50 km utanför Australiens kust.
10 april 1996 utsattes ön för cyklonen Olivia och vindhastigheten uppgick till 408 km/h. Det var högsta vindhastigheten som någonsin uppmäts (som inte är en tromb).